# 何太謙
何太謙（16世紀—1607年），字子益，號受所，湖廣寶慶府邵陽縣人，明朝政治人物。

## 生平
何太謙家族在石神江居住，太謙特別喜歡於吐秀巖讀書，某天白鳥在他頭頂迴翔後，寫下的文章就突飛猛進；萬曆十九年（1591年）中舉人，二十三年（1595年）會試成經魁，登三甲進士，獲授臨江推官，之後歷任兵部職方司主事，三十五年（1607年）考選改任監察御史，不久去世，其文章政事都獲得推崇，入祀鄉賢祀。

## 引用
1. 1 2  嘉慶《邵陽縣志·卷二十四·人物》：何太謙，字子益，世居於石神江，搜得吐秀巖，愛其幽奇遂讀書其中；一日有白鳥迴翔其上，羽毛異常，自是文章日進。萬歷戊戌會試冠本房，成進士授臨江府推官，風裁獨著，分試省闈稱得士；擢兵部職方司主事，改監察御史，尋卒。雖未竟厥施，其文章政事蔚為人望，祀鄉賢，後其孫自志領鄉薦。
2. ↑  嘉慶《邵陽縣志·卷二十·選舉表一》：舉人……何太謙 萬歷辛卯科
3. ↑  《萬曆二十六年戊戌科進士履历》：何太謙，受所，诗五房，庚子二月十九日。邵阳人，辛卯三十二名，会十八名，三甲一百四十六名。工部政，己亥補臨江府推官，乙巳升兵部主事，乙巳卒。
4. ↑  《明神宗顯皇帝實錄·卷四百三十七》：（萬曆三十五年八月癸亥），吏部同都察院考選……宜御史者：呂圖南、黃一騰、熊廷弼、荊養喬、王象恆、陳於庭、穆天顏、房壯麗、侯執蒲、吳亮、劉光復、李橒、鄧渼、王國禎、顧慥、朱萬春、何太謙、彭端吾、馮嘉會、陸夢祖、金明時、張五典、梁州彥、董紹舒、管橘、張爾基、毛堪、楊一桂、王以寧、畢懋康、韓浚、顏思忠、鄭繼芳、曾用升、史記事、劉蔚、劉國縉、徐鑒等三十八人。
5. ↑  光緖《湖南通志·卷一百六十九·人物十》：何太謙，字子益，邵陽人，萬歷戊戌進士，授臨江推官，擢兵部主事，改監察御史，文章政事為一時所推。 舊志